# Jupoata peruviana
Jupoata peruviana är en skalbaggsart som beskrevs av Friedrich F. Tippmann 1960. Jupoata peruviana ingår i släktet Jupoata och familjen långhorningar. Inga underarter finns listade i Catalogue of Life.